# PQR

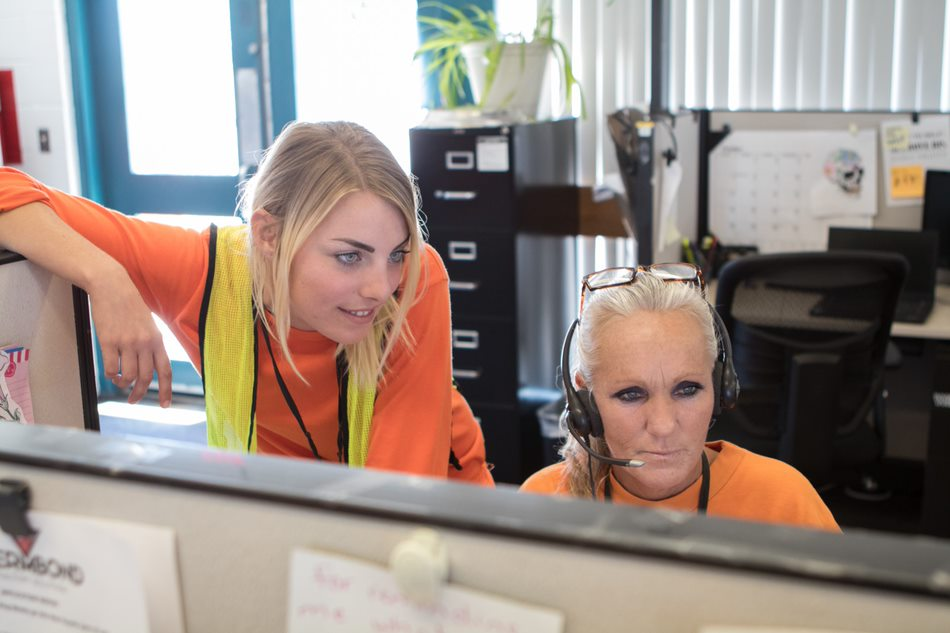
Atención en un call center

PQR es una sigla que significa, literalmente, ”peticiones, quejas y reclamos”.  Se trata de una actividad mediante la cual, ya sea un cliente o un usuario, de un bien o servicio, se dirige al proveedor del mismo o a la autoridad competente, para expresarle una solicitud, una inconformidad, o que adelante una acción, o deje de hacer algo que pueda ser perjudicial para el consumidor o ciudadano.

## Concepto
En general, se considera que una PQR es una actividad inherente al servicio al cliente, para la cual se debe disponer de uno o más canales de comunicación, los cuales van, desde la atención personalizada y presencial en una oficina, hasta la obligación de hacerlo mediante un medio digital.
La PQR tradicionalmente se presenta por escrito, ante la empresa o entidad, para lo cual pueden existir o no, formularios de PQR preestablecidos. Otros medios de recepción de PQR son los canales telefónicos (como call centers) o los digitales, que van desde las direcciones de correo electrónico, a los formularios digitales o incluso, la exigencia de comunicarse con el proveedor o autoridad, a través de una red social específica o app determinada.

## Evolución
Por considerar que PQR podría resultar un concepto incompleto, se han ido agregando otras letras a la sigla. Así están las PQRS: “peticiones, quejas, reclamos y sugerencias”. O las PQRSD, “peticiones, quejas, reclamos, sugerencias y denuncias”. Y como todo el concepto podría tener connotaciones sólo negativas, se ha llevado la sigla inicial a PQRSDF, es decir: “peticiones, quejas, reclamos, sugerencias, denuncias y felicitaciones” 
También hay quienes entienden que PQR comprende: "peticiones, quejas y recursos", en este caso refiriéndose a un concepto propio del derecho administrativo, a medios legales de reclamación y apelación, ante autoridades con competencia para gestionar tales recursos.